# Autostadt
L'Autostadt è un'attrazione tematica incentrata sull'automobile, nata come progetto decentralizzato dell'EXPO di Hannover inaugurato nel maggio 2000 dalla casa automobilistica Volkswagen nei pressi della sua sede di Wolfsburg.

## Storia
L'idea di Autostadt è nata nel 1994, quando il concetto di documentare le fasi di produzione dei veicoli Volkswagen e le attività dell'azienda sono state presentate all'Expo 2000 di Hannover. Nel 1998, Autostadt, che in tedesco significa "Città dell'Automobile", ha aperto i battenti sull'ex sito di un'azienda di carburanti confinante con lo stabilimento di produzione Volkswagen di Wolfsburg. Come l'impianto automobilistico adiacente, il sito di Autostadt si trova sulla riva nord del Mittellandkanal. Il complesso che ne è scaturito è opera di oltre 400 architetti, creato come nuovo centro urbano, vicino al centro di Wolfsburg.
Il padiglione principale è stato inaugurato nel maggio 2000, offrendo l'opportunità di mostrare al pubblico auto famose fino ad allora chiuse in casse. A quel tempo, Volkswagen aveva investito circa 850 milioni di marchi (435 milioni di euro) nel progetto. Autostadt si trova accanto alla fabbrica principale di Volkswagen, anch'essa un'attrazione. Ogni modello Volkswagen è disponibile, dando la possibilità al pubblico di scegliere ciò che desidera. Volkswagen produce poi l'auto specificata in base alle esigenze dell'acquirente.

## Descrizione ed attrazioni turistiche
L'Autostadt attira circa 2 milioni di visitatori all'anno. È molto popolare per l'architettura ultra moderna che caratterizza ogni edificio. Tra i padiglioni si fa largo uso di acqua e vegetazione e nel parco si trovano cumuli di terra ricoperti d'erba. Il design moderno non è incorporato solo nei padiglioni, ma anche negli arredi, come panchine e sedie.
Sotto il ponte che conduce dalla città principale all'Autostadt, situata sopra il canale principale che attraversa la città, il Mittellandkanal, è presente una piccola pista per i fuoristrada Volkswagen Touareg. I visitatori devono essere in grado di esibire la patente di guida prima di poter guidare i veicoli. Per prima cosa, la guida guida l'auto intorno alla pista, mostrando le caratteristiche del veicolo e fornendo informazioni sulle sue capacità. Dopo aver fatto il giro della pista, il visitatore può guidare sotto la sorveglianza della guida che siede sul sedile del passeggero. Gli altri passeggeri siedono dietro. La pista comprende una collina angolata di 21 gradi, un'altra collina angolata lateralmente, un serbatoio d'acqua, una cava di sabbia situata sotto un ponte stradale, una strada di tronchi e numerose piccole collinette che consentono di sollevare una ruota da terra.
Per i bambini c'è una mini pista dove possono guidare piccole auto elettriche a forma di Maggiolino Volkswagen.
L'Autostadt dispone di un'ampia gamma di attività e dispositivi multimediali, tra cui un software per la progettazione di automobili. C'è una sala che illustra i vantaggi e gli svantaggi che i diversi carburanti hanno sulle prestazioni delle auto. Ci sono due cinema che proiettano piccoli film in tedesco. Uno di questi cinema è situato in un edificio costruito appositamente e si trova in un'ampia zona.
Le attrazioni principali sono alcune automobili famose, come il primo veicolo a benzina prodotto e il Maggiolino.
Ci sono due silos di vetro alti 60 metri (AutoTürme) utilizzati come deposito per le nuove Volkswagen. Le due torri sono collegate alla fabbrica Volkswagen da un tunnel di 700 metri. Quando le auto arrivano alle torri, vengono trasportate in alto a una velocità di 1,5 metri al secondo. Quando si acquista un'auto Volkswagen (solo la marca principale, non le sottomarche) in alcuni Paesi europei, è possibile scegliere se il cliente vuole che l'auto venga consegnata al concessionario dove è stata acquistata o se vuole recarsi ad Autostadt per ritirarla. Se si sceglie quest'ultima opzione, l'Autostadt offre al cliente un ingresso gratuito, biglietti per i pasti e una serie di eventi fino al momento in cui il cliente può seguire sullo schermo l'ascensore automatico che preleva l'auto selezionata in uno dei silos. L'auto viene quindi trasportata dal cliente senza aver percorso un solo metro e il contachilometri è quindi sullo "0".
C'è anche una sala con dispositivi interattivi che forniscono informazioni sulla progettazione delle automobili, prendendo come esempio l'Audi. Un software informatico permette ai visitatori di progettare la propria auto utilizzando le caratteristiche delle vetture Audi.

## Film
Per la prima volta nel 2009 la Volkswagen ha aperto l'Autostadt ad una troupe cinematografica per il film The International con Clive Owen; il museo tedesco nel film è la sfarzosa sede della banca immaginaria IBBC.

## Galleria d'immagini

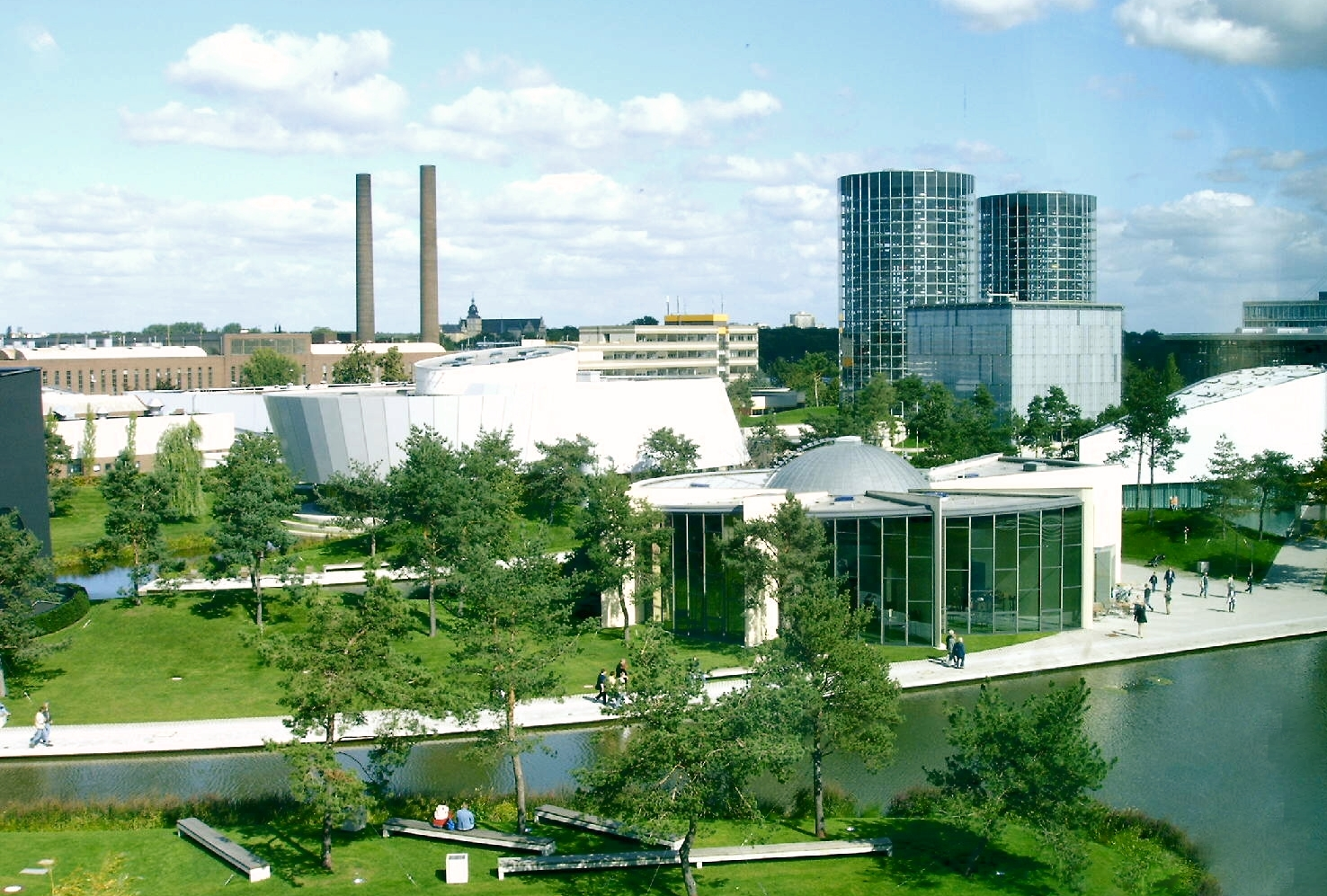
Autostadt
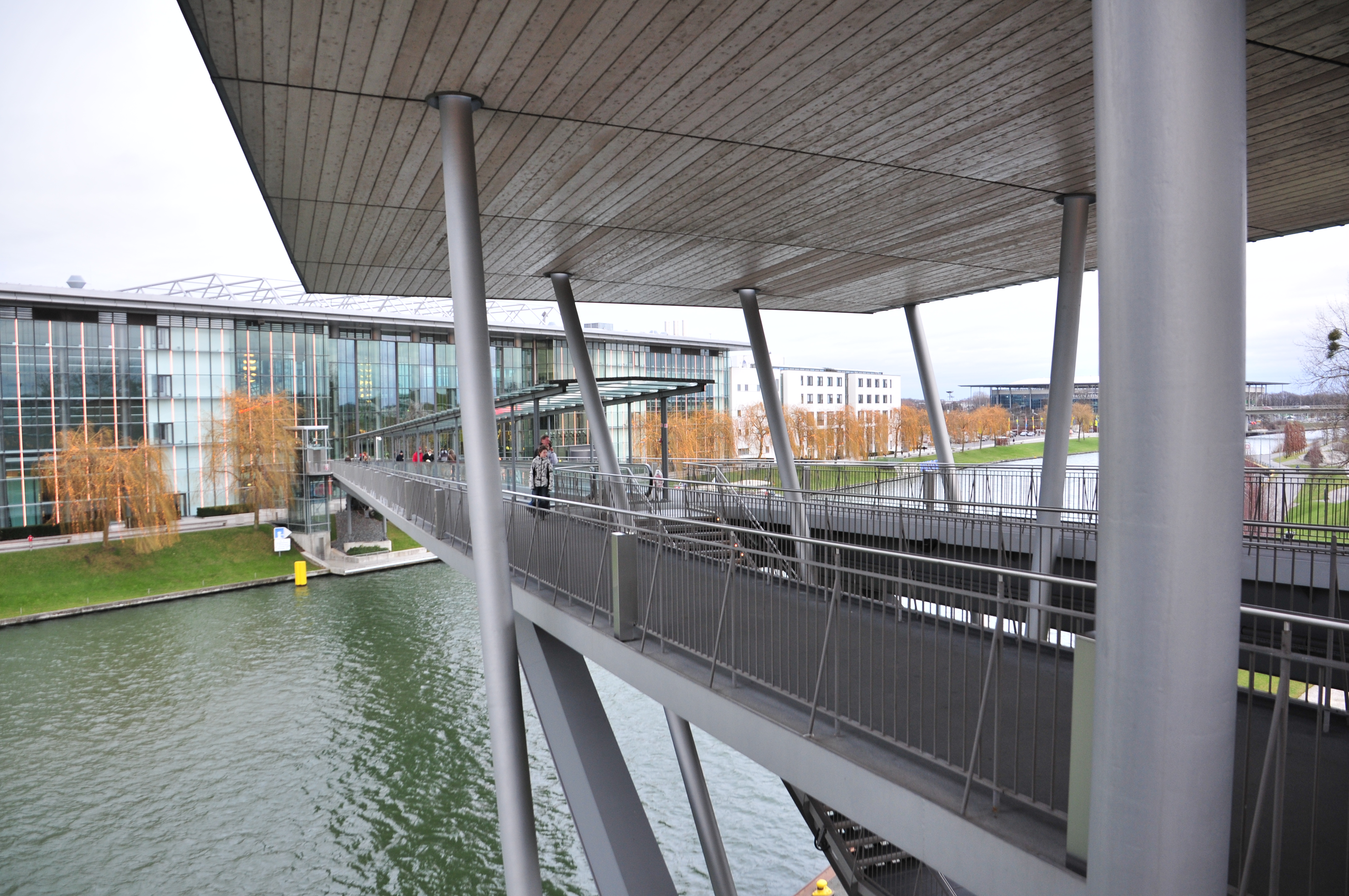
Ponte sul Mittellandkanal
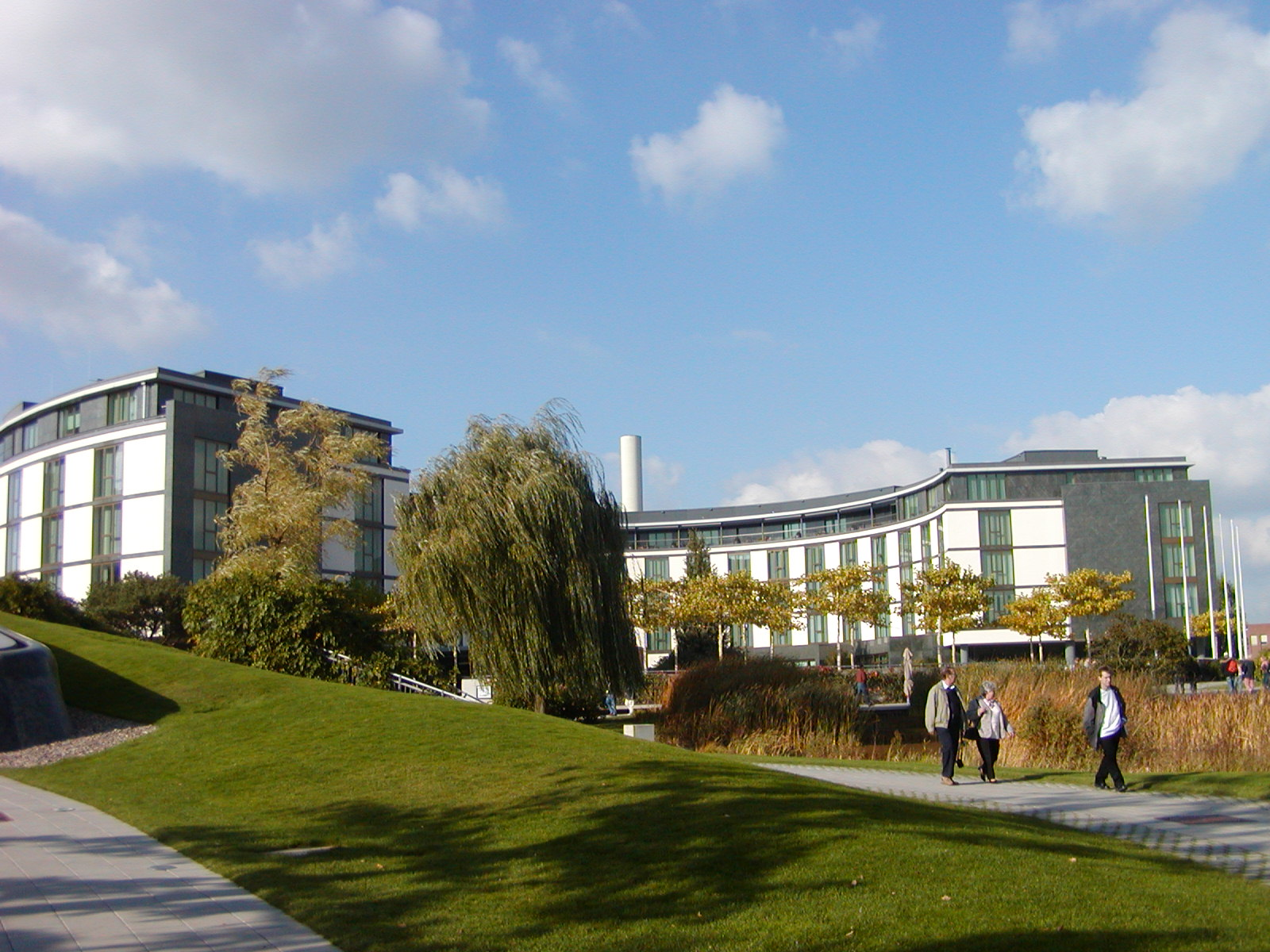
Hotel The Ritz-Carlton Wolfsburg
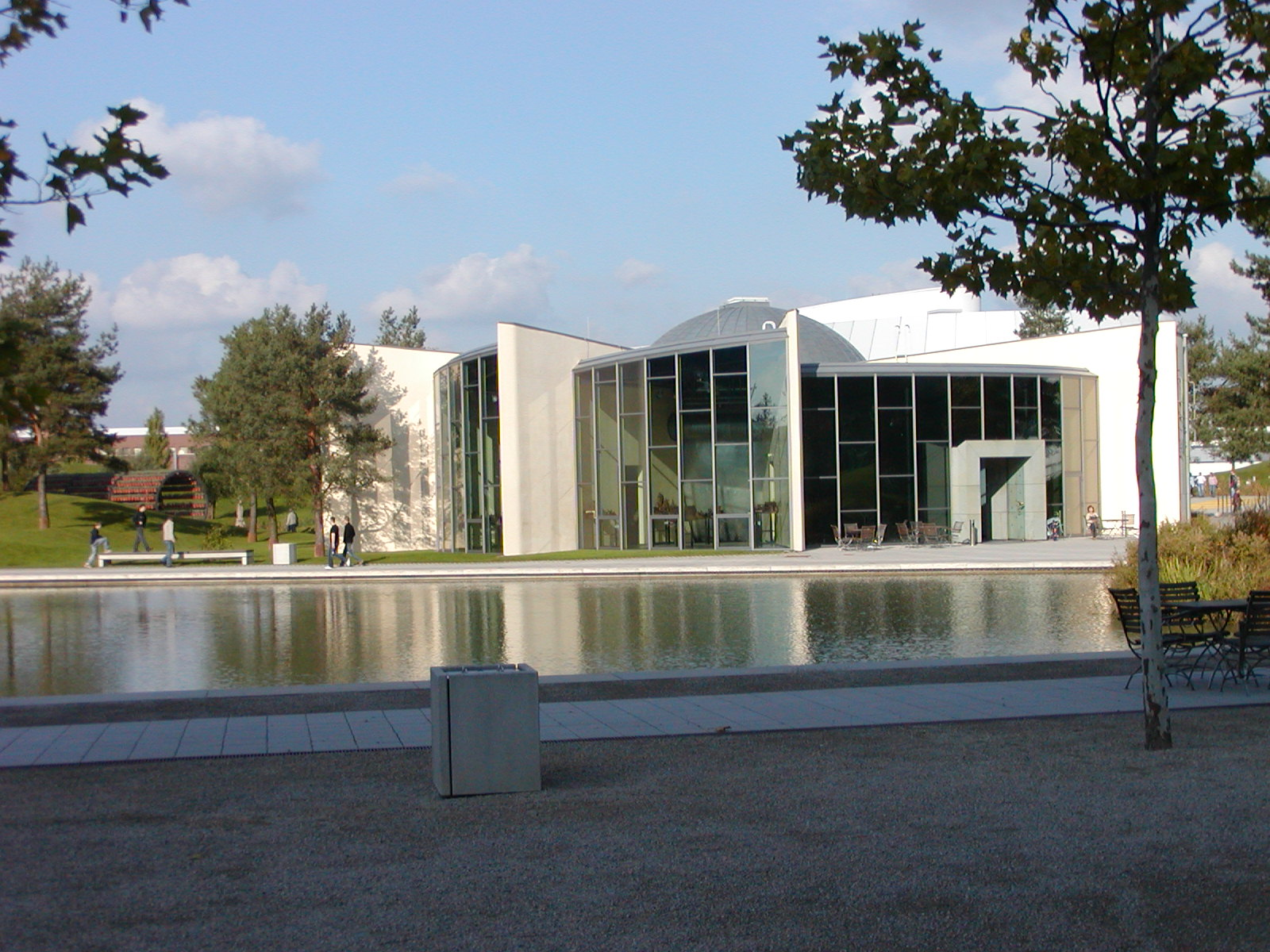
Škoda-Pavillon
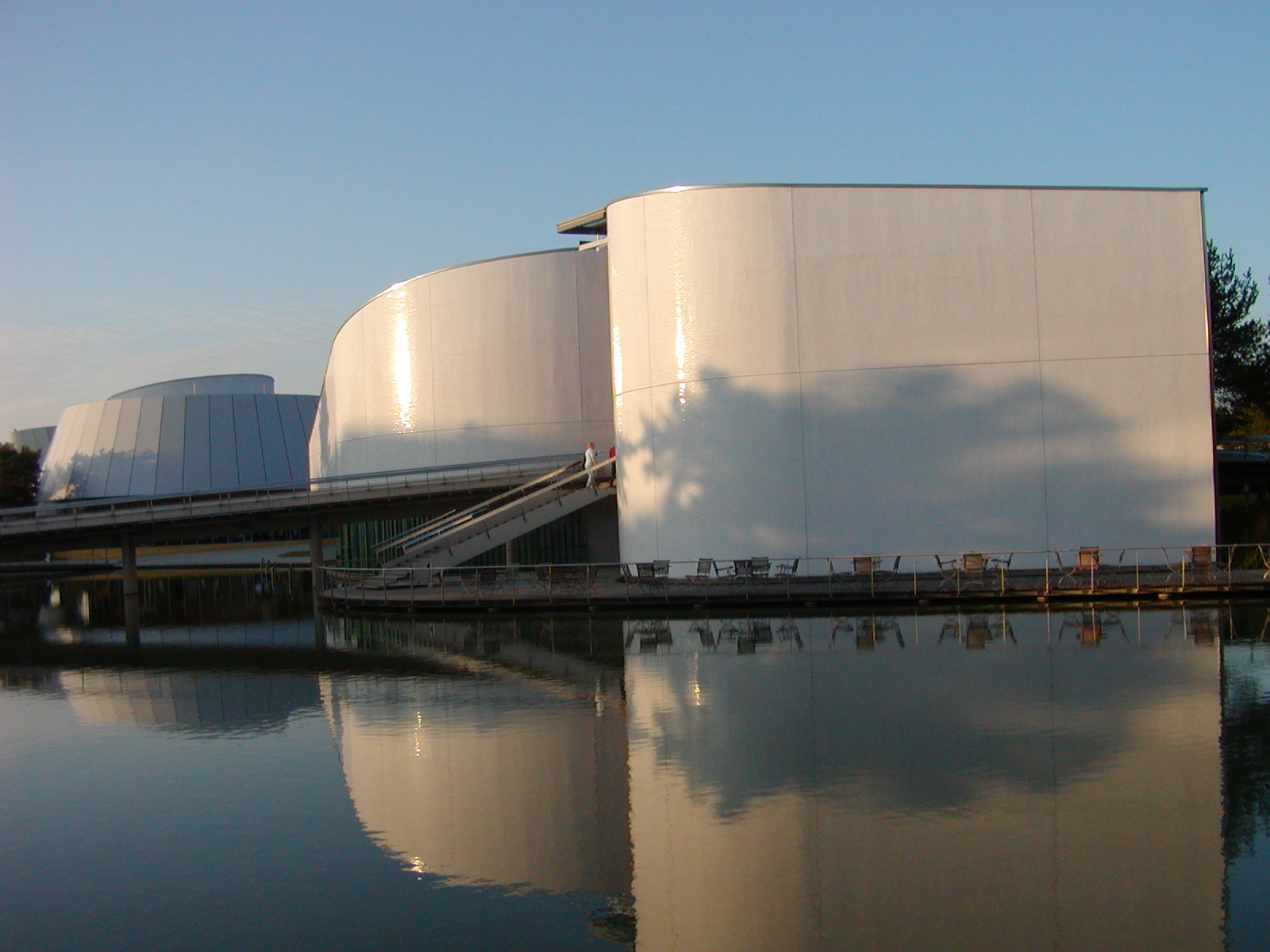
Seat-Pavillon
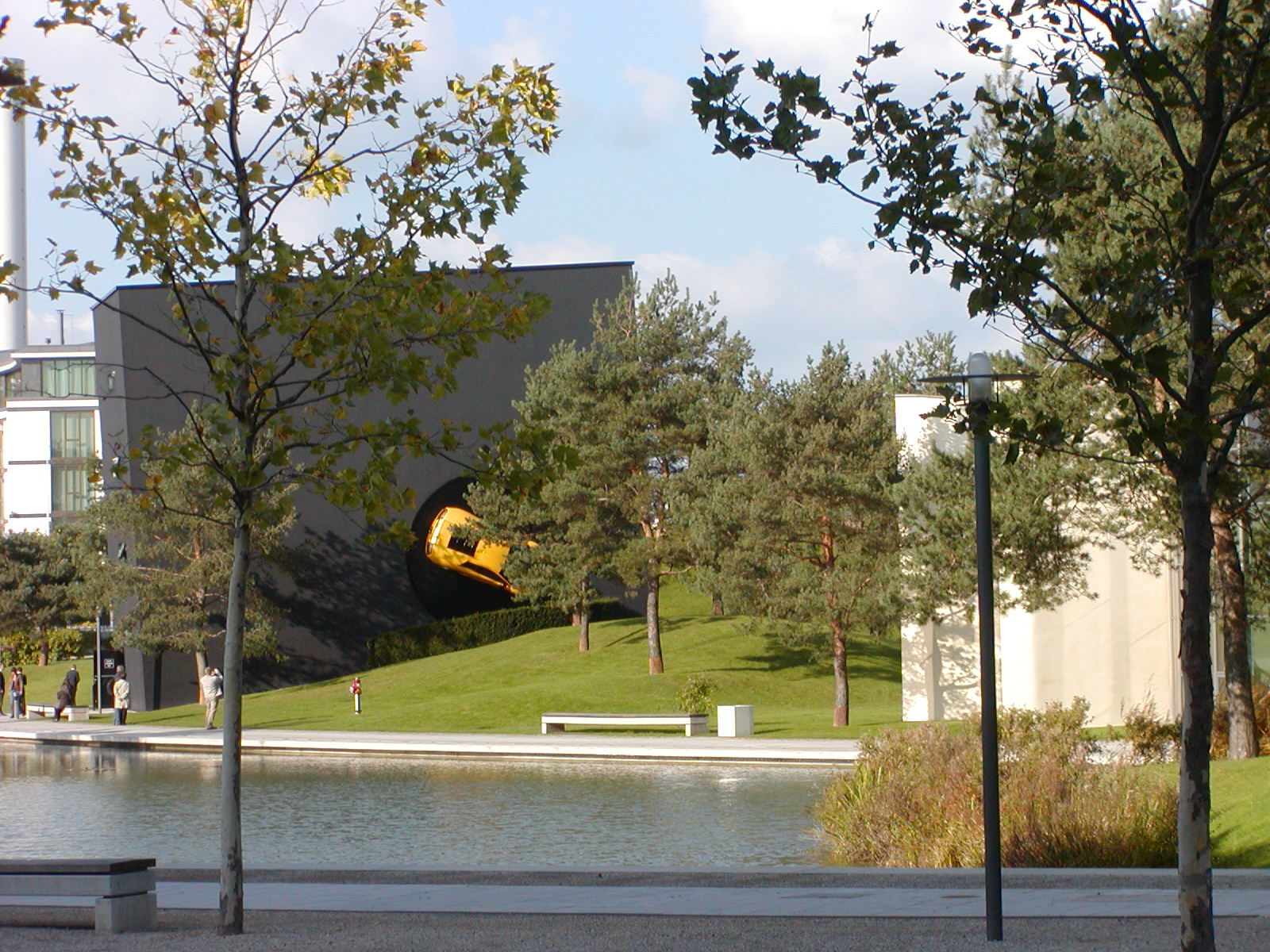
Lamborghini-Pavillon
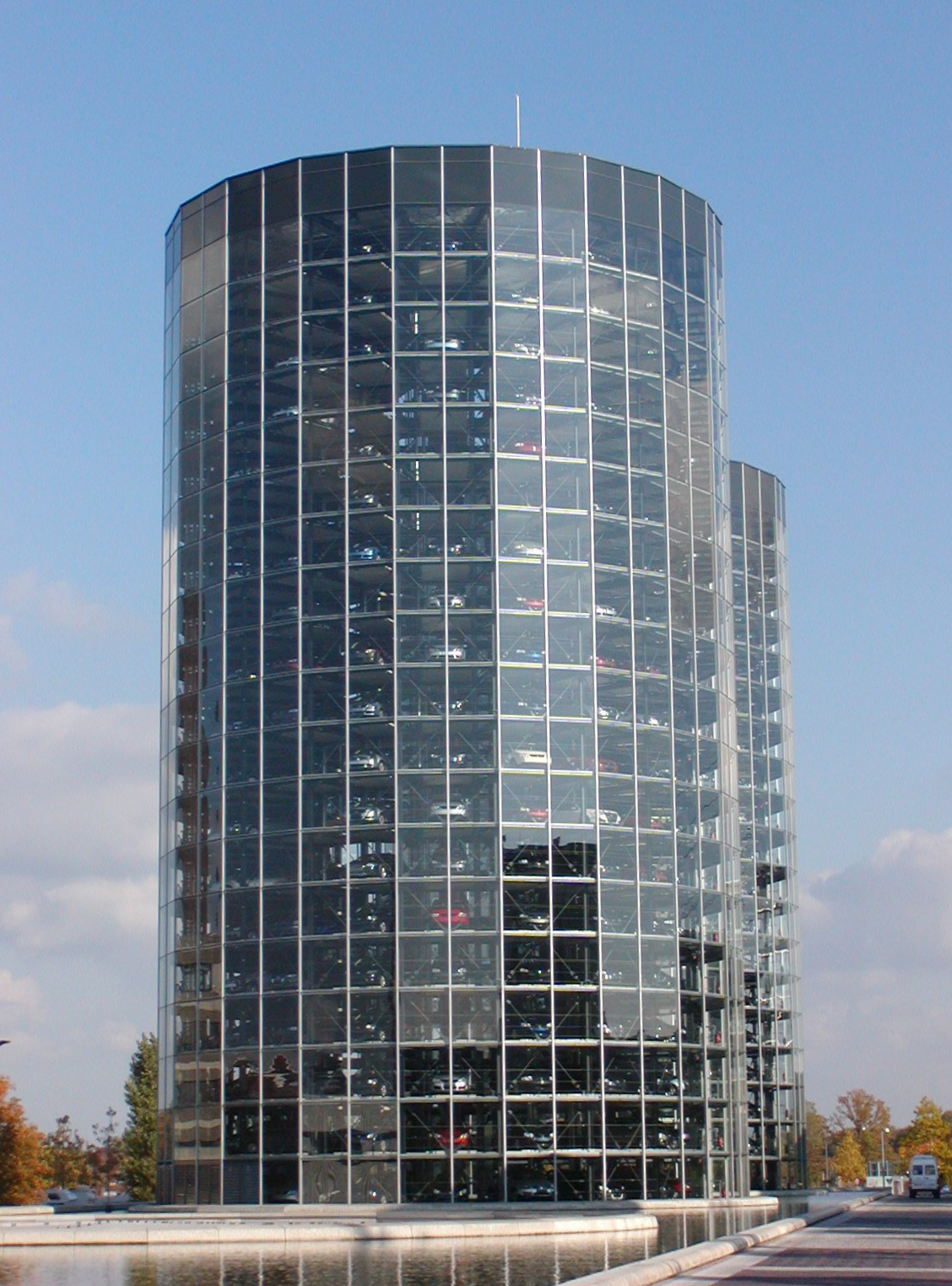
Autotürme
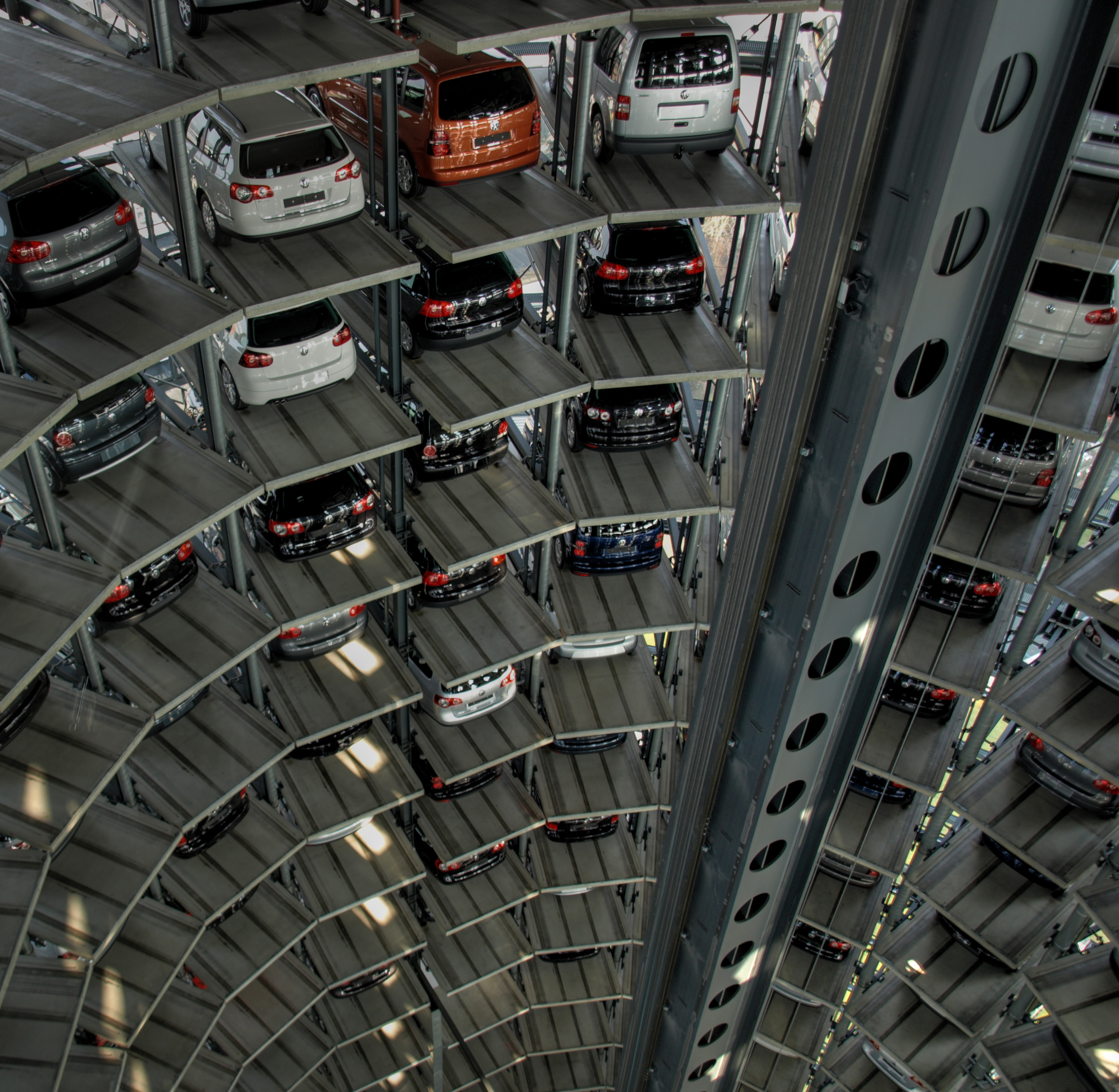
Autoturm all'interno
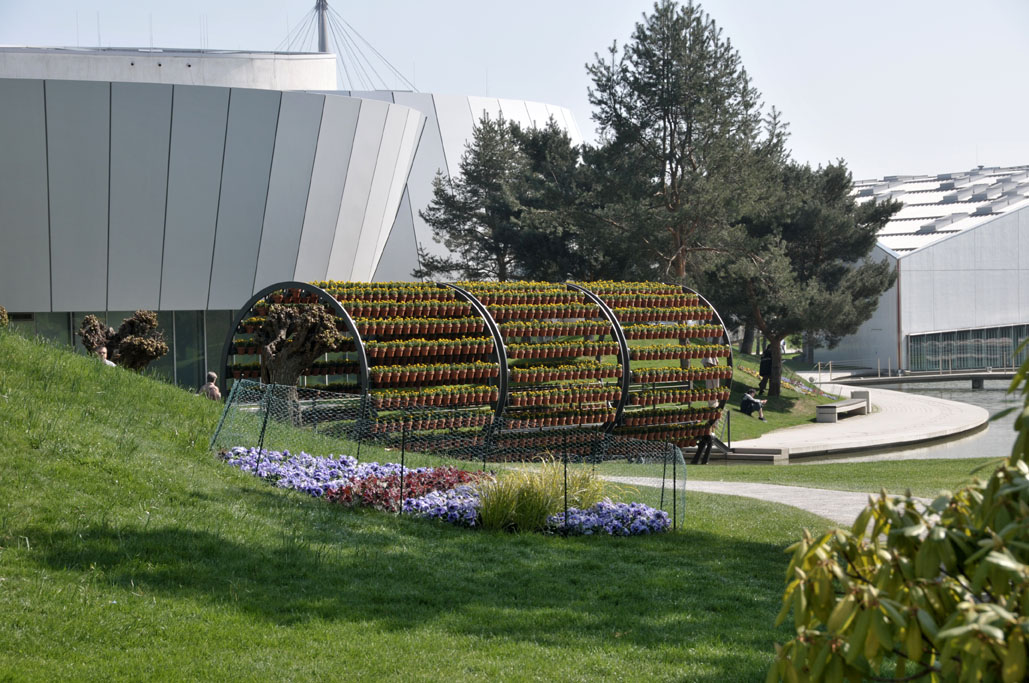
„Dufttunnel“